# Coop99
Coop99 est une société de production cinématographique autrichienne.

## Présentation
Coop99 a été fondée en 1999 par trois réalisateurs Barbara Albert, Jessica Hausner, Antonin Svoboda et par un cadreur Martin Gschlacht.
En 2002, l'équipe a été rejointe par Bruno Wagner comme producteur.
Coop99 se considère comme une plate-forme pour les nouvelles générations de cinéastes autrichiens. Elle participe au dynamisme du jeune cinéma autrichien, tout comme Amour Fou Filmproduktion (de) (société créée en 2001), produisant film de fiction (The Edukators, Lourdes) et documentaire (Le Cauchemar de Darwin).

## Filmographie
- 2001 : Lovely Rita (Jessica Hausner)
- 2003 : Kaltfront (Valentin Hitz)
- 2003 : Free Radicals (Barbara Albert)
- 2004 : Friendly Alien. Documentaire. (Antonin Svoboda, Jessica Hausner)
- 2004 : Visions d'Europe. Film collectif. (Episode autrichien, Barbara Albert)
- 2004 : Hôtel (Jessica Hausner)
- 2004 : The Edukators (Hans Weingartner)
- 2004 : Le Cauchemar de Darwin. Documentaire. (Hubert Sauper)
- 2004 : Schläfer (Benjamin Heisenberg)
- 2004 : Spiele Leben ( Antonin Svoboda)
- 2005 : Grbavica (Jasmina Zbanic)
- 2005 : Fallen (Barbara Albert)
- 2006 : I'm about winning (Andrea Ecker)
- 2006 : Slumming (Michael Glawogger)
- 2007 : Forever Never Anywhere (Antonin Svoboda)
- 2007 : Free Rainer (Hans Weingartner)
- 2008 : March (Händl Klaus)
- 2008 : Wer hat Angst vor Wilhelm Reich ? Documentaire. (Antonin Svoboda)
- 2009 : Lourdes (Jessica Hausner)
- 2009 : Women Without Men (Shirin Neshat)
- 2009 : Pepperminta (Pipilotti Rist)
- 2009 : Na putu (Jasmila Zbanic)
- 2010 : The Edukators 2.0. Documentaire (AG Doku & coop99)
- 2011 : The wall (Julian Roman Pölsler)

## Liens
- Site officiel
- coop99 sur l'Internet Movie Database